# Lista de parques estaduais do Havaí
Lista dos parques estaduais do Havaí, Estados Unidos.
- Akaka Falls State Park
- Hapuna Beach State Recreation Area
- Kalopa State Recreation Area
- Kealakekua Bay State Historical Park
- Kohala Historical Sites State Monument
- Kolekole Beach Park
- Kona Coast State Park
- Lapakahi State Historical Park
- Lava Tree State Monument
- MacKenzie State Recreation Area
- Manuka State Wayside
- Mauna Kea State Recreation Area
- Old Kona Airport State Recreation Area
- Puuhonua o Honaunau State Park
- Wailoa River State Recreation Area
- Wailuku River State Park
- Ahukini State Recreation Pier
- Ha'ena State Park
- Koke'e State Park
- Nā Pali Coast State Park
- Polihale State Park
- Russian Fort Elizabeth State Historical Park
- Wailua River State Park
- Waimea Canyon State Park
- Haleki'i-Pihana Heiau State Monument
- Īao Valley State Monument
- Kaumahina State Wayside Park
- Makena State Park
- Polipoli Spring State Recreation Area
- Pua'a Ka'a State Wayside Park
- Wai'anapanapa State Park
- Wailua Valley State Wayside Park
- Pala'au State Park
- Ahupua'a O Kahana State Park também conhecido por Kahana Valley State Park
- 'Aiea Bay State Recreation Area
- Diamond Head State Monument
- Hanauma Bay State Underwater Park
- He‘eia State Park
- Iolani Palace State Monument
- Ka'ena Point State Park
- Kaka'ako Waterfront Park
- Kea'iwa Heiau State Recreation Area
- Kewalo Basin
- Kukaniloko Birthstones State Monument
- La'ie Point State Wayside
- Makapu‘u Point State Wayside
- Malaekahana State Recreation Area
- Nu'uanu Pali State Wayside
- Pu'u o Mahuka Heiau State Monument
- Pu'u 'Ualaka'a State Wayside
- Royal Mausoleum State Monument
- Sacred Falls State Park
- Sand Island State Recreation Area
- Ulu Pō Heiau State Monument
- Wa'ahila Ridge State Recreation Area
- Wahiawa Freshwater State Recreation Area